# Yishai Jusidman
Yishai Jusidman (Ciudad de México, 1963) es un artista, crítico y teórico del arte contemporáneo residente en Los Ángeles, en Estados Unidos.
Desde finales de la década de 1980, su pintura ha reflexionado sobre la propia práctica pictórica y el papel de ésta en el arte contemporáneo, aunque su trabajo incluye también una revisión de las preocupaciones clásicas de la pintura como mirar y ser mirado; representar y referir; crear y producir. A partir de estos temas y con estas preocupaciones en mente, Jusidman ha cultivado el retrato, la naturaleza muerta, el geometrismo, el gestualismo y el minimalismo.

## Formación y carrera
Yishai Jusidman inició su formación en la pintura con Carlos Orozco Romero, de quien fue aprendiz de 1973 -cuando contaba tan solo 10 años- hasta 1980. Posteriormente realizó estudios profesionales en el Art Center College of Design, en el California Institute of Arts y la New York Studio School of Drawing; en 1988 cursó una maestría en filosofía en la New York University, elaborando una tesis sobre el fundamento epistemológico de la teoría del color de Wittgenstein. 
Fue un colaborador frecuente en Art Issues de 1990 a 1994. Publicó una columna regular de arte contemporáneo en Reforma de 1995 al 2000. Participó como mentor de pintura para un programa en el Atlantic Center for the Arts en 2002.

## Obra
Descrito por los críticos como "un artista que ha desafiado la noción del expresionismo al uso en México, creando una obra en permanente proceso de cambio".  Reconocido por llevar a sus pinturas a un nivel provocativo, que ahonda en la naturaleza del arte mismo. Ha desarrollado series que abordan problemas de la práctica artística contemporánea, basándose en la historia de la pintura. En sus series se pueden ver temas como el retrato, el paisaje, la naturaleza muerta relacionados con el geometrismo, el gestualismo y el minimalismo.
Pinturas de Yishai Jusidman:
- El astrónomo (1987 - 1990)
- Esferas-Payaso (1990 - 1991)
- Los payasos (1991 - 1992)
- Geisha (1992 - 1993)
- Sumo (1995 - 1998)
- Bajo tratamiento (1997 - 1999)
- Mutatis Mutandis (1999 - 2001)
- Pintores Trabajando (2001 - 2002)
- Stills (2003 - 2006)
- Modelos (2003 - 2007)
- The Economist Shuffle (2006 - 2008)
- Azul de Prusia (2010 - 2012)

## Exposiciones
Jusidman ha estado presente con su obra en importantes espacios en México y en el extranjero como el Museum of Contemporary Art S.M.A.K. en Gent, Bélgica; el Museo Extremeño e Iberoamericano de Arte Contemporáneo (MEIAC) en Badajoz, España;  el Otis College of Art and Design; el Museo de Arte Contemporáneo de Monterrey (MARCO), México; el Museo de Arte Carrillo Gil, Ciudad de México, en el Museo Universitario de Arte Contemporáneo de la UNAM (MUAC).

### Azul de Prusia
El 27 de agosto de 2016 inauguró la exposición individual Azul de Prusia en el MUAC, en la Ciudad de México, curada por Cuauhtémoc Medina y Virginia Roy. La muestra reúne pinturas basadas en fotografías de las cámaras de gas en distintos campos de concentración y exterminio nazi. Algunas de éstas son imágenes de época, tomadas al terminar la guerra; otras fueron tomadas cuando los campos fueron convertidos en monumentos y otras más son imágenes que turistas más recientes publican en el Internet; también se incluye una selección de los trapos con los que Jusidman limpiaba sus instrumentos de trabajo y obra realizada a partir de fotografías de su estudio.
El nombre de la exposición alude directamente a uno de los primeros pigmentos artificiales desarrollados por accidente en 1704, en Berlín, por el químico Heinrich Diesbach, incorporándose poco después a la pintura europea. 
Históricamente, el azul de Prusia tiene distintas implicaciones para el pueblo alemán. Este color fue el seleccionado por el ejército pruso para sus uniformes en los siglos XVIII y XIX. Asimismo, durante el siglo XX, el color se vería relacionado con el Holocausto judío a través del Zyklon B o ácido cianhídrico o prúsico, pesticida que los nazis usaron en sus cámaras de exterminio; su composición química es muy cercana al azul de Prusia. “Uno de los principales debates acerca de la dimensión del genocidio ha girado en torno a la evidencia de residuos de azules en algunas instalaciones de campos de exterminio”, escribe el historiador y crítico de arte Cuauhtémoc Medina.
De manera deliberada, el artista ha restringido su paleta a tres tipos de materiales, cada uno de los cuales tiene cierta relación directa (no metafórica) con el genocidio: la pintura azul de Prusia; el polvo de piedra pómez elemento presente en el Zyklon B; y los tonos carne que hacen referencia implícita a los miles de hombres, mujeres y niños asesinados en los espacios representados en el lienzo.

#### El Holocausto yAzul de Prusia
Si bien el Holocausto ha servido de materia prima para ficciones literarias y cinematográficas, el tema ha sido poco explorado en la pintura de la posguerra, esto debido a las posturas modernistas que privilegiaron durante décadas la “presencia” más que la representación de la realidad. Así, “cualquier intento serio” por representar “los horrores de Auschwitz sobre un lienzo habría terminado siendo artísticamente sospechoso, incluso patético o lamentable”, afirma Jusidman.
A pesar de la referencia directa al exterminio judío y a la aceptación de que toda expresión artística parte de una postura política, social e histórica, Jusidman califica a esta serie de pinturas como una declaración sobre el papel de la pintura en el arte contemporáneo. Otros pintores, dice Jusidman, han abordado el tema, como Luc Tuymans, pero con otras metas. “Sus pinturas son simplificadas, ambiguas intencionalmente para generar una sensación de que la representación falla en referir a la 'Solución final'. Si la representación falla en mi serie no es por falta de dedicación, o de esfuerzo en anclar la referencia de la manera más definitiva que puedo como pintor”.
Asimismo comenta que "el problema de lidiar con este material desde el punto de vista del arte es que hay cierta propensión a utilizar estrategias para exagerar de modo que se pueda generar un sentimiento en el espectador; es lo que se llama expresionismo. Pero el exterminio no se puede exagerar porque ya es una exageración".
A pesar de la búsqueda de Jusidman por reflexionar también sobre la pintura en el siglo XXI, la prensa mexicana ha centrado su cobertura sobre Azul de Prusia en el tema del Holocausto.

## Premios y reconocimientos
Jusidman ha obtenido los siguientes premios, reconocimientos y apoyos en México:
- 2000-2003 Sistema Nacional de Creadores
- 1997-1998 Beneficiario del Programa Jóvenes Creadores del Fondo Nacional para la Cultura y las Artes (Fonca)
- 1994 Apoyo a proyectos culturales, cuarta edición, Fonca.
- 1992-1993 Beneficiario del Programa Jóvenes Creadores del Fondo Nacional para la Cultura y las Artes (Fonca)